# Ranil Wickremesinghe
Ranil Wickremesinghe (em cingalês:  රනිල් වික්‍රමසිංහ, em tâmil:  ரணில் விக்ரமசிங்க; Colombo, 24 de março de 1949) é um político cingalês, foi primeiro-ministro do Sri Lanka de 7 de maio de 1993 até 19 de agosto de 1994, de 9 de dezembro de 2001 até 6 de agosto de 2004 e de 9 de Janeiro de 2015 até 26 de outubro de 2018, de 16 de dezembro de 2018 a 21 de novembro de 2019 e de 12 de maio de 2022 a 13 de julho de 2022, quando foi nomeado Presidente depois da demissão do Gotabaya Rajapaksa em resposta aos protestos crescentes. Exerceu mandatos de primeiro-ministro pelo Partido Nacional Unido desde 1994 sendo parlamentar pelo Distrito de Colombo desde 1977, também é o líder do Partido Nacional Unido, tendo sido nomeado chefe da aliança em outubro de 2009.
Ele foi nomeado líder do partido em novembro de 1994 após o assassinato de Gamini Dissanayake durante a campanha para a eleição presidencial de 1994. Em 8 de janeiro de 2015, Wickremesinghe foi nomeado primeiro-ministro pelo presidente Maithripala Sirisena, que havia derrotado o presidente Mahinda Rajapaksa na eleição presidencial de 2015.
A aliança de coalizão de Wickremesinghe, a Frente Nacional Unida para a Boa Governança, venceu a eleição parlamentar de 2015 com 106 assentos. Apesar de não ter uma maioria absoluta, Wickremesinghe foi reeleito como primeiro-ministro, com mais de 35 membros do Partido da Liberdade do Sri Lanka se juntando ao seu gabinete. Wickremesinghe foi destituído dos seus deveres de primeiro-ministro desde 26 de outubro de 2018 pelo presidente Maithripala Sirisena com a nomeação do ex-presidente Mahinda Rajapaksa como primeiro-ministro do Sri Lanka, o qual Wickremesinghe declarou inconstitucional e recusou-se a aceitar, resultando em uma crise constitucional.